# Ciro Miniero
Ciro Miniero (Napoli, 31 gennaio 1958) è un arcivescovo cattolico italiano, dal 22 luglio 2023 arcivescovo metropolita di Taranto.

## Biografia
Nasce a Napoli, città capoluogo di provincia e sede arcivescovile, il 31 gennaio 1958.

### Formazione e ministero sacerdotale
Nel 1976 consegue il diploma magistrale e nel Seminario arcivescovile maggiore di Napoli percorre l'iter formativo per il sacerdozio, fino a quando completa gli studi di filosofia e teologia.
Il 19 giugno 1982 è ordinato presbitero dal cardinale Corrado Ursi, arcivescovo metropolita di Napoli.
Dopo l'ordinazione presbiterale è inviato come vicario parrocchiale nella parrocchia Ave Gratia Plena di Barra; il cardinale Michele Giordano lo nomina parroco della medesima parrocchia, il 16 gennaio 1989, e, nel 1994, decano dell'allora XVIII decanato dell'arcidiocesi partenopea, incarico che mantiene fino al 1997 quando è nominato vicario episcopale dell'allora VII zona pastorale dell'arcidiocesi.
Per otto anni, dal 1981 al 1989, insegna religione cattolica nelle scuole medie statali e dal 1989 al 1992 in un liceo scientifico. Nel 1995 consegue la licenza in teologia pastorale, discutendo la tesi dal titolo: Immagine di Chiesa e rinnovamento pastorale nella parrocchia Ave Gratia Plena, presso la Pontificia facoltà teologica dell'Italia meridionale - sezione "San Tommaso".
Dal 1999 e fino al giugno del 2008 è economo diocesano dell'arcidiocesi di Napoli. Ricopre, inoltre, altri incarichi: padre spirituale presso il Seminario arcivescovile maggiore e membro del Consiglio presbiterale, della Commissione per la formazione permanente del clero, dell'Equipe diocesana di animazione pastorale e della Commissione regionale per il clero.
Il 4 dicembre 2007 il cardinale Crescenzio Sepe, arcivescovo di Napoli, lo nomina decano del IX decanato dell'arcidiocesi partenopea, e, il 1º marzo 2008, membro del Consiglio di Amministrazione del seminario arcivescovile di Napoli.

### Ministero episcopale

#### Vescovo di Vallo della Lucania
Il 7 maggio 2011 è nominato vescovo di Vallo della Lucania da papa Benedetto XVI; succede a Giuseppe Rocco Favale, dimissionario per raggiunti limiti di età. Il 19 giugno successivo riceve l'ordinazione episcopale, nella cattedrale di Napoli, dal cardinale Crescenzio Sepe, arcivescovo di Napoli, co-consacranti Antonio Di Donna e Lucio Lemmo, vescovi ausiliari di Napoli. Il 4 settembre prende possesso della diocesi.
Presso la Conferenza episcopale campana ricopre l'incarico di economo e di delegato per la cultura e le comunicazioni sociali e per il sostegno alla Chiesa cattolica.

#### Arcivescovo di Taranto
Il 19 ottobre 2022 papa Francesco lo nomina arcivescovo coadiutore di Taranto. Il 18 dicembre seguente prende possesso del suo nuovo incarico e, in tale data, è nominato amministratore apostolico sede vacante di Vallo della Lucania, incarico che ricopre fino all'ingresso del suo successore, Vincenzo Calvosa, il 24 giugno 2023.
Il 22 luglio 2023, avendo papa Francesco accettato la rinuncia per raggiunti limiti di età di mons. Filippo Santoro, gli è succeduto per coadiutoria nel ruolo di arcivescovo metropolita di Taranto. Il 29 giugno 2024, solennità dei Santi Pietro e Paolo, riceve da papa Francesco, nella basilica di San Pietro in Vaticano, il pallio, che gli viene imposto dal nunzio apostolico Petar Rajič il 15 settembre seguente nella concattedrale Gran Madre di Dio.

## Genealogia episcopale e successione apostolica
La genealogia episcopale è:
- Cardinale Scipione Rebiba
- Cardinale Giulio Antonio Santori
- Cardinale Girolamo Bernerio, O.P.
- Arcivescovo Galeazzo Sanvitale
- Cardinale Ludovico Ludovisi
- Cardinale Luigi Caetani
- Cardinale Ulderico Carpegna
- Cardinale Paluzzo Paluzzi Altieri degli Albertoni
- Papa Benedetto XIII
- Papa Benedetto XIV
- Papa Clemente XIII
- Cardinale Enrico Benedetto Stuart
- Papa Leone XII
- Cardinale Chiarissimo Falconieri Mellini
- Cardinale Camillo Di Pietro
- Cardinale Mieczysław Halka Ledóchowski
- Cardinale Jan Maurycy Paweł Puzyna de Kosielsko
- Arcivescovo Józef Bilczewski
- Arcivescovo Bolesław Twardowski
- Arcivescovo Eugeniusz Baziak
- Papa Giovanni Paolo II
- Cardinale Crescenzio Sepe
- Arcivescovo Ciro Miniero

La successione apostolica è:
- Vescovo Giuseppe Russo (2024)